# Transaktionellt perspektiv
Transaktionellt perspektiv förekommer främst inom litteraturvetenskapen eller inom litteraturdidaktiken för att beskriva en syn på läsprocessen. Den mening eller betydelse som uppstår vid läsningen av ett skönlitterärt verk skapas enligt perspektivet främst av läsaren själv. Detta förklarar varför olika läsare kan förstå samma text på olika sätt. Perspektivet lägger därmed fokus på läsaren, och mindre vid den skönlitterära texten och dess strukturer. Det skönlitterära verket som fysiskt objekt existerar, men den estetiska erfarenheten av det kan bara realiseras i läsningen. Det transaktionella perspektivet förknippas oftast med den amerikanska litteraturdidaktikern Louise Rosenblatt (1904–2005) som vunnit stort genomslag inom svensk litteraturdidaktisk forskning[källa behövs]. 
Ett konkurrerande perspektiv på läsningen är det interaktionella perspektivet som i högre grad fäster vikt vid den litterära texten, dess strukturer och betydelsen för läsarens respons. Inom svensk litteraturdidaktisk forskning har frågan om det interaktionella och transaktionella perspektivet på läsning utretts av Christian Mehrstam.